# Obornjača (Bačka Topola)
Obornjača è un villaggio della Serbia situato nella municipalità di Bačka Topola, nel distretto della Bačka Settentrionale, in provincia di Voivodina. La popolazione conta solo 2 abitanti secondo il censimento del 2002. Nel 1975 il villaggio contava 40 case e 220 abitanti.